# أعلام دول أمريكا الشمالية
تورد هذه القائمة الأعلام المستخدمة رسمياً وصورياً في قارة أمريكا الشمالية.

## منظمات عالمية

علم مجموعة الكاريبي
علم نظام التكامل لأمريكا الوسطى
علم النافتا

### أمريكا الشمالية

علم كندا انظر: أعلام كندا
علم المكسيك انظر: أعلام المكسيك
علم أمريكا انظر: أعلام الولايات المتحدة الأمريكية
علم برمودا (المملكة المتحدة)
علم جرينلاند (الدنمارك)
غير رسمي علم سان بيار وميكلون (فرنسا)

### دول الكاريبي

علم أنتيغا وباربودا
علم أروبا (هولندا)
علم البهاما
علم بربادوس أنظر: أعلام باربادوس
علم بونير (هولندا)
علم الجزر العذراء البريطانية (المملكة المتحدة)
علم كوبا
علم كوراساو (هولندا)
علم دومينيكا
علم جمهورية الدومنيكان
علم غرينادا
Unofficial علم غواديلوب (فرنسا)
علم هايتي
علم جامايكا See also: أعلام جامايكا
Unofficial علم مارتينيك (فرنسا)
علم مونتسيرات (المملكة المتحدة)
علم جزيرة نافاسا (الولايات المتحدة)
علم بورتوريكو (الولايات المتحدة) See also: أعلام بورتوريكو
علم سابا (هولندا)
Unofficial علم سان بارتليمي (فرنسا)
علم سانت كيتس ونيفيس
علم سانت لوسيا
علم سانت مارتن (فرنسا)
علم سانت فنسينت والجرينادينز
علم سانت أوستايوس (هولندا)
علم سينت مارتن (هولندا)
علم ترينيداد وتوباغو
علم جزر تركس وكايكوس (المملكة المتحدة)
علم الجزر العذراء الأمريكية (الولايات المتحدة)

### أمريكا الوسطى

علم بليز
علم كوستاريكا
علم السلفادور
علم غواتيمالا
علم هندوراس
علم نيكاراغوا
علم بنما